# Igor Kasjkarov
Igor Aleksejevitj Kasjkarov (ryska: Игоръ Алексеевич Кашкаров), född 5 maj 1933 i Kirov oblast, är en före detta sovjetisk friidrottare.
Kasjkarov blev olympisk bronsmedaljör i höjdhopp vid sommarspelen 1956 i Melbourne.